# Serie A 1976 (calcio femminile)
L'edizione 1976 è stata la nona edizione del campionato italiano di Serie A femminile di calcio.
Il Valdobbiadene ha conquistato il primo scudetto della sua storia. Il titolo di capocannoniere della Serie A è andato alla danese Susanne Augustesen, calciatrice del Valdobbiadene, autrice di 28 gol. Il Valigi Perugia e la Leoni's T.T. Roma Club sono stati retrocessi in Interregionale 1977.
Con la rinuncia alla Serie A di ACF Juventus e Sisal Moquettes Piacenza, tutte e due ammesse all'Interregionale, il Valigi Perugia è stato riammesso in Serie A.

## Stagione

### Novità
Alla riunione del Consiglio Federale di Roma del 1º novembre 1975 della F.F.I.G.C. (Federazione Femminile Italiana Giuoco Calcio) si cambiò la denominazione in F.I.G.C.F. (Federazione Italiana Giuoco Calcio Femminile).
Al termine della stagione 1975 l'Inter Leone Sport e il Roma Club Lido sono stati retrocessi in Interregionale 1976. Dall'Interregionale 1975 sono stati promossi il Cibus Cazzago San Martino e la Sampierdarenese, finaliste per il titolo di campione dell'Interregionale, vinto poi dal Cibus Cazzago San Martino. Con la rinuncia alla Serie A della Sampierdarenese, il Roma Club Lido è stato riammesso in Serie A.
Avvengono inoltre i seguenti cambi di denominazione:
- da Pol.S.C. Lubiam Lazio a S.S. Lazio C.F. Lubiam con comunicato ufficiale n. 11 del 14 febbraio 1976;
- il G.S.F. Tepa Sport Brescia di Orzinuovi si è fuso con il F.C.F. Inter Leone Sport di Milano a dar vita al F.C. Tepa Sport Inter di Orzinuovi (comunicato 6 marzo 1976), che ha successivamente cambiato denominazione in A.C.F. Tepa Sport;
- da C.F. Cibus Cazzago San Martino a C.F. Rodengo Saiano di Rodengo-Saiano (comunicato 16 del 23 aprile 1976);
- da A.C.F. Roma Club Lido ad A.C.F. Leoni's T.T. Roma Club con comunicato ufficiale n. 18 del 14 maggio 1976 (dopo la 5ª giornata di andata).

### Formula
Le 12 squadre partecipanti si affrontano in un girone all'italiana con partite di andata e ritorno per un totale di 22 giornate. Le ultime due classificate retrocedono in Interregionale. Solo per questa stagione, a parità di punti, le squadre sono classificate tenendo conto della migliore differenza reti generale. In caso di assegnazione di un titolo sportivo (primo posto in classifica oppure spareggio retrocessione) non si sarebbe tenuto conto della differenza reti ma si sarebbe dovuta disputare una gara di spareggio.

## Squadre partecipanti
| Club                     | Città               | Sponsor         | Stagione 1975                |
| ------------------------ | ------------------- | --------------- | ---------------------------- |
| Eurokalor Bologna        | Bologna             | Eurokalor       | 8º posto in Serie A          |
| Gamma 3 Padova           | Padova              | Gamma 3         | 2º posto in Serie A          |
| ACF Juventus             | Torino              |                 | 4º posto in Serie A          |
| Lazio Lubiam             | Roma                |                 | 3º posto in Serie A          |
| Leoni's T.T. Roma Club   | Roma                | Leoni's T.T.    | 12º posto in Serie A         |
| G.B.C. Milan             | Milano              |                 | Campione d'Italia            |
| Norda Gorgonzola         | Gorgonzola (MI)     | Norda           | 10º posto in Serie A         |
| Rodengo Saiano           | Rodengo-Saiano (BS) |                 | Campione dell'Interregionale |
| Sisal Moquettes Piacenza | Piacenza            | Sisal Moquettes | 5º posto in Serie A          |
| Tepa Sport               | Orzinuovi (BS)      |                 | 7º posto in Serie A          |
| Valdobbiadene            | Valdobbiadene (TV)  |                 | 6º posto in Serie A          |
| Valigi Perugia           | Perugia             | Valigi          | 9º posto in Serie A          |

## Classifica finale
|  | Pos. | Squadra                  | Pt | G  | V  | N | P  | GF | GS | DR  |
|  | ---- | ------------------------ | -- | -- | -- | - | -- | -- | -- | --- |
|  | 1.   | Valdobbiadene            | 38 | 22 | 18 | 2 | 2  | 74 | 15 | +59 |
|  | 2.   | G.B.C. Milan             | 33 | 22 | 15 | 3 | 4  | 54 | 22 | +32 |
|  | 3.   | ACF Juventus             | 33 | 22 | 15 | 3 | 4  | 47 | 26 | +21 |
|  | 4.   | Lazio Lubiam             | 30 | 22 | 11 | 8 | 3  | 31 | 23 | +8  |
|  | 5.   | Norda Gorgonzola         | 25 | 22 | 9  | 7 | 6  | 27 | 23 | +4  |
|  | 6.   | Sisal Moquettes Piacenza | 22 | 22 | 10 | 2 | 10 | 31 | 26 | +5  |
|  | 7.   | Eurokalor Bologna        | 17 | 22 | 6  | 5 | 11 | 26 | 34 | -8  |
|  | 8.   | Rodengo Saiano           | 17 | 22 | 5  | 7 | 10 | 26 | 43 | -7  |
|  | 9.   | Gamma 3 Padova           | 16 | 22 | 6  | 4 | 12 | 14 | 30 | -16 |
|  | 10.  | Tepa Sport               | 15 | 22 | 5  | 5 | 12 | 22 | 43 | -21 |
|  | 11.  | Valigi Perugia           | 13 | 22 | 4  | 5 | 13 | 16 | 40 | -24 |
|  | 12.  | Leoni's T.T. Roma Club   | 5  | 22 | 1  | 3 | 18 | 13 | 56 | -43 |

Legenda:

      Campione d'Italia
      Retrocesse in Interregionale 1977
Note:

Due punti a vittoria, uno a pareggio, zero a sconfitta.

## Risultati

### Calendario
| andata      | 1ª giornata          | ritorno    |
| 11 apr 1976 |                      | 4 lug 1976 |
| 2-2         | Eurokalor BO-Rodengo | 2-1        |
| 2-5         | Tepa Sp.-Juventus    | 1-5        |
| 0-1         | Leoni Roma-Lazio     | 0-1        |
| 3-0         | Milan-Valigi PG      | 5-0        |
| 1-3         | Sisal-Valdobbiadene  | 0-3        |
| 0-1         | Gamma 3 PD-Norda     | 2-3        |

| andata     | 4ª giornata             | ritorno     |
| 2 mag 1976 |                         | 25 lug 1976 |
| 4-0        | Valdobbiadene-Valigi PG | 3-1         |
| 3-2        | Juventus-Milan          | 0-2         |
| 2-0        | Gamma 3 PD-Rodengo      | 0-1         |
| 1-1        | Norda-Sisal PC          | 2-0         |
| 2-1        | Lazio-Eurokalor BO      | 2-1         |
| 2-1        | Tepa Sport-Roma Leoni   | 1-1         |

| andata      | 7ª giornata       | ritorno     |
| 23 mag 1976 |                   | 19 set 1976 |
| 3-0         | Lazio-Rodengo     | 2-2         |
| 1-2         | Valdobb.-Juventus | 2-0         |
| 2-0         | Eurokalor-Tepa S. | 0-2         |
| 3-0         | Sisal PC-Gamma 3  | 0-1         |
| 5-0         | Milan-Roma Leoni  | 2-0         |
| 2-1         | Norda-Valigi PG   | 1-0         |

| andata      | 10ª giornata             | ritorno     |
| 20 giu 1976 |                          | 10 ott 1976 |
| 2-1         | Sisal PC-Rodengo         | 1-2         |
| 4-0         | Juventus-Norda           | 1-0         |
| 0-2         | Tepa Sport-Lazio         | 1-1         |
| 0-0         | Gamma 3 PD-Valigi PG     | 0-1         |
| 1-7         | Roma Leoni-Valdobbiadene | 0-7         |
| 1-2         | Milan-Eurokalor BO       | 2-1         |

| andata      | 2ª giornata             | ritorno     |
| 18 apr 1976 |                         | 11 lug 1976 |
| 3-0         | Valdobbiadene-Eurokalor | 4-0         |
| 3-1         | Juventus-Gamma 3 PD     | 1-0         |
| 0-0         | Norda-Roma Leoni        | 3-0         |
| 2-2         | Lazio-Milan             | 3-3         |
| 1-2         | Valigi PG-Sisal PC      | 0-1         |
| 1-1         | Rodengo-Tepa Sport      | 3-1         |

| andata     | 5ª giornata           | ritorno     |
| 9 mag 1976 |                       | 29 ago 1976 |
| 1-1        | Valigi PG-Rodengo     | 1-1         |
| 2-0        | Sisal PC-Juventus     | 2-3         |
| 0-1        | Roma Leoni-Gamma 3 PD | 0-1         |
| 0-2        | Eurokalor BO-Norda    | 2-2         |
| 1-0        | Lazio-Valdobbiadene   | 0-4         |
| 2-1        | Milan-Tepa Sport      | 2-0         |

| andata      | 8ª giornata            | ritorno     |
| 30 mag 1976 |                        | 26 set 1976 |
| 1-0         | Norda-Lazio Lubiam     | 1-2         |
| 3-0         | Juventus-Valigi PG     | 2-1         |
| 0-2         | Tepa Sp.-Valdobbiadene | 1-6         |
| 2-1         | Gamma 3 PD-Eurokalor   | 0-2         |
| 2-1         | Roma Leoni-Sisal PC    | 0-5         |
| 2-0         | Milan-Rodengo          | 5-0         |

| andata      | 11ª giornata          | ritorno     |
| 27 giu 1976 |                       | 17 ott 1976 |
| 0-1         | Eurokalor BO-Sisal PC | 0-0         |
| 1-1         | Rodengo-Juventus      | 1-2         |
| 1-1         | Norda-Tepa Sport      | 2-3         |
| 1-0         | Lazio-Gamma 3 PD      | 1-1         |
| 4-3         | Valigi PG-Roma Leoni  | 1-0         |
| 4-2         | Valdobbiadene-MIlan   | 3-2         |

| andata      | 3ª giornata           | ritorno     |
| 25 apr 1976 |                       | 18 lug 1976 |
| 3-0         | Eurokalor-Valigi PG   | 2-3         |
| 1-3         | Roma Leoni-Juventus   | 1-2         |
| 1-5         | Rodengo-Valdobbiadene | 1-5         |
| 1-1         | Milan-Norda           | 1-0         |
| 2-1         | Sisal PC-Lazio        | 0-1         |
| 2-1         | Gamma 3 PD-Tepa S.    | 0-0         |

| andata      | 6ª giornata           | ritorno    |
| 16 mag 1976 |                       | 5 set 1976 |
| 0-0         | Valigi PG-Lazio       | 1-1        |
| 1-1         | Juventus-Eurokalor BO | 3-1        |
| 0-3         | Gamma 3 PD-Milan      | 0-3        |
| 2-1         | Rodengo-Roma Leoni    | 4-1        |
| 2-0         | Valdobbiadene-Norda   | 1-1        |
| 0-2         | Tepa Sport-Sisal PC   | 1-3        |

| andata      | 9ª giornata          | ritorno    |
| 13 giu 1976 |                      | 3 ott 1976 |
| 1-1         | Rodengo-Norda        | 0-2        |
| 3-3         | Lazio-Juventus       | 1-0        |
| 0-1         | Valigi PG-Tepa Sport | 0-2        |
| 1-1         | Valdobbiad.-Gamma 3  | 4-0        |
| 2-0         | Eurokalor-Roma Leoni | 1-1        |
| 0-1         | Sisal PC-Milan       | 2-3        |

## Statistiche

### Classifica marcatrici
Aggiornata all'aprile 1977..
| Gol | Rigori |  | Giocatore            | Squadra               |
| --- | ------ |  | -------------------- | --------------------- |
| 28  |        |  | Susanne Augustesen   | Diadora Valdobbiadene |
| 27  |        |  | Elisabetta Vignotto  | Diadora Valdobbiadene |
| 16  |        |  | Liliana Mammina      | ACF Juventus          |
| 16  |        |  | Rose Reilly          | GBC Milan             |
| 15  |        |  | Ida Golin            | ACF Juventus          |
| 12  |        |  | Maurizia Ciceri      | Lazio Lubiam          |
| 12  |        |  | Edna Neillis         | GBC Milan             |
| 10  |        |  | Gabriella Scotton    | GBC Milan             |
| 8   |        |  | Mary Strain          | Norda Gorgonzola      |
| 7   |        |  | Maria Grazia Gerwien | Sisal Piacenza        |
| 7   |        |  | Secondina Sacchi     | Sisal Piacenza        |
| 7   |        |  | Silvia Verzelletti   | Tepa Sport            |
| 7   |        |  | Maurini              | Valigi Perugia        |
| 6   |        |  | Roberta Ballotta     | Eurokalor Bologna     |
| 6   |        |  | Mariella Medri       | Eurokalor Bologna     |
| 6   |        |  | Anne O'Brien         | Lazio Lubiam          |
| 6   |        |  | Conchi Sánchez       | Diadora Valdobbiadene |
| 5   |        |  | Paola Cardia         | ACF Juventus          |
| 5   |        |  | Renata Rosso         | ACF Juventus          |
| 5   |        |  | Mariuccia Andreis    | Rodengo Saiano        |
| 5   |        |  | Laura Consolati      | Rodengo Saiano        |
| 5   |        |  | Bini                 | Sisal Piacenza        |
| 5   |        |  | Antonietta Cherillo  | Sisal Piacenza        |
| 5   |        |  | Wilma Agostinetto    | Diadora Valdobbiadene |

## Verdetti
- Valdobbiadene Campione d'Italia 1976.
- Valigi Perugia (successivamente riammesso) e Leoni's T.T. Roma Club retrocedono in Interregionale.